# بارون‌بورن
شهرستان بارون‌بورِن (به زبان مغولی: Баруунбүрэн сум، [Baruunbüren sum]؛ ᠪᠠᠷᠠᠭᠤᠨ ᠪᠦᠷᠢᠨ ᠰᠤᠮᠤ، [baraɣun bürin sumu]) یک شهرستان (سُوم) در مغولستان است که در استان سلنگه واقع شده‌است. بارونبورن ۲٬۸۱۴٫۵۴ کیلومتر مربع مساحت دارد.

## تقسیمات اداری
شهرستان آلتان‌بلاغ متشکل از ۳ قصبه (باغ) می‌باشد، شامل:
- ایبِن (مغولی: Ивэн баг، [Iven bag]؛ ᠢᠪᠡᠩ ᠪᠠᠭ، [ibeŋ baɣ])
- بورغالتای (مغولی: Бургалтай баг، [Burgaltaj bag]؛ ᠪᠤᠷᠭᠠᠯᠲᠠᠢ ᠪᠠᠭ، [burɣaltai baɣ])
- چاغان‌اوبو (مغولی: Цагаан-Овоо баг، [Cagaan-Ovoo bag]؛ ᠴᠠᠭᠠᠨ ᠣᠪᠤᠭ᠎ᠠ ᠪᠠᠭ، [čaɣan obuɣ-a baɣ])